# AEGON International 2011 - Qualificazioni singolare femminile
Le qualificazioni del singolare femminile dell'AEGON International 2011 sono state un torneo di tennis preliminare per accedere alla fase finale della manifestazione. I vincitori dell'ultimo turno sono entrati di diritto nel tabellone principale. In caso di ritiro di uno o più giocatori aventi diritto a questi sono subentrati i lucky loser, ossia i giocatori che hanno perso nell'ultimo turno ma che avevano una classifica più alta rispetto agli altri partecipanti che avevano comunque perso nel turno finale.

## Giocatrici

### Teste di serie
1. Elena Vesnina (secondo turno)
2. Ayumi Morita (primo turno)
3. Anabel Medina Garrigues (ultimo turno)
4. Gréta Arn (secondo turno, ritiro)

1. Vera Duševina (primo turno)
2. Bojana Jovanovski (qualificata)
3. Sania Mirza (ultimo turno)
4. Alizé Cornet (primo turno)

### Qualificate
1. Mirjana Lučić
2. Zheng Jie

1. Bojana Jovanovski
2. Tamira Paszek

## Tabellone qualificazioni

### Sezione 1
|  | Primo turno       | Primo turno       | Primo turno       | Primo turno | Primo turno |  |  | Secondo turno   | Secondo turno   | Secondo turno   | Secondo turno   | Secondo turno   |   |   | Ultimo turno  | Ultimo turno  | Ultimo turno  | Ultimo turno | Ultimo turno |  |
|  |                   |                   |                   |             |             |  |  |                 |                 |                 |                 |                 |   |   |               |               |               |              |              |  |
|  | 1                 | Elena Vesnina     | Elena Vesnina     | 6           | 6           |  |  |                 |                 |                 |                 |                 |   |   |               |               |               |              |              |  |
|  |                   | Jill Craybas      | Jill Craybas      | 3           | 4           |  |  | 1               | Elena Vesnina   | Elena Vesnina   | 2               | 2               |   |   |               |               |               |              |              |  |
|  | Mirjana Lučić     | Mirjana Lučić     | Mirjana Lučić     | 6           | 6           |  |  |                 | Mirjana Lučić   | Mirjana Lučić   | 6               | 6               |   |   |               |               |               |              |              |  |
|  | Jaroslava Švedova | Jaroslava Švedova | Jaroslava Švedova | 3           | 4           |  |  |                 |                 |                 |                 |                 |   |   | Mirjana Lučić | Mirjana Lučić | Mirjana Lučić | 7            | 6            |  |
|  | Varvara Lepchenko | Varvara Lepchenko | Varvara Lepchenko | 2           | 3           |  |  |                 |                 | Anne Keothavong | Anne Keothavong | Anne Keothavong | 5 | 1 |               |               |               |              |              |  |
|  | Sorana Cîrstea    | Sorana Cîrstea    | Sorana Cîrstea    | 6           | 6           |  |  | Sorana Cîrstea  | Sorana Cîrstea  | Sorana Cîrstea  | 3               | 3               |   |   |               |               |               |              |              |  |
|  |                   | Anne Keothavong   | Anne Keothavong   | 6           | 6           |  |  | Anne Keothavong | Anne Keothavong | Anne Keothavong | 6               | 6               |   |   |               |               |               |              |              |  |
|  | 8                 | Alizé Cornet      | Alizé Cornet      | 4           | 2           |  |  |                 |                 |                 |                 |                 |   |   |               |               |               |              |              |  |

### Sezione 2
|  | Primo turno             | Primo turno             | Primo turno             | Primo turno | Primo turno |  |  | Secondo turno        | Secondo turno        | Secondo turno | Secondo turno | Secondo turno |   |   | Ultimo turno | Ultimo turno | Ultimo turno | Ultimo turno | Ultimo turno |  |
|  |                         |                         |                         |             |             |  |  |                      |                      |               |               |               |   |   |              |              |              |              |              |  |
|  | 2                       | Ayumi Morita            | Ayumi Morita            | 3           | 1           |  |  |                      |                      |               |               |               |   |   |              |              |              |              |              |  |
|  |                         | Zheng Jie               | Zheng Jie               | 6           | 6           |  |  | Zheng Jie            | Zheng Jie            | 2             | 6             | 6             |   |   |              |              |              |              |              |  |
|  | Edina Gallovits-Hall    | Edina Gallovits-Hall    | Edina Gallovits-Hall    | 6           | 6           |  |  | Edina Gallovits-Hall | Edina Gallovits-Hall | 6             | 3             | 1             |   |   |              |              |              |              |              |  |
|  | Noppawan Lertcheewakarn | Noppawan Lertcheewakarn | Noppawan Lertcheewakarn | 4           | 4           |  |  |                      |                      |               |               |               |   |   | Zheng Jie    | Zheng Jie    | Zheng Jie    | 6            | 6            |  |
|  | Han Xinyun              | Han Xinyun              | Han Xinyun              | 2           | 3           |  |  |                      |                      | Melanie Oudin | Melanie Oudin | Melanie Oudin | 1 | 4 |              |              |              |              |              |  |
|  | Melanie Oudin           | Melanie Oudin           | Melanie Oudin           | 6           | 6           |  |  | Melanie Oudin        | Melanie Oudin        | Melanie Oudin | Melanie Oudin | w/o           |   |   |              |              |              |              |              |  |
|  |                         | Zhang Shuai             | Zhang Shuai             | 7           | 6           |  |  | Zhang Shuai          | Zhang Shuai          | Zhang Shuai   | Zhang Shuai   |               |   |   |              |              |              |              |              |  |
|  | 5                       | Vera Duševina           | Vera Duševina           | 5           | 4           |  |  |                      |                      |               |               |               |   |   |              |              |              |              |              |  |

### Sezione 3
|  | Primo turno       | Primo turno             | Primo turno             | Primo turno | Primo turno |  |  | Secondo turno | Secondo turno           | Secondo turno           | Secondo turno     | Secondo turno     |   |   | Ultimo turno | Ultimo turno            | Ultimo turno            | Ultimo turno | Ultimo turno |  |
|  |                   |                         |                         |             |             |  |  |               |                         |                         |                   |                   |   |   |              |                         |                         |              |              |  |
|  | 3                 | Anabel Medina Garrigues | Anabel Medina Garrigues | 6           | 6           |  |  |               |                         |                         |                   |                   |   |   |              |                         |                         |              |              |  |
|  | WC                | Naomi Broady            | Naomi Broady            | 4           | 2           |  |  | 3             | Anabel Medina Garrigues | Anabel Medina Garrigues | 6                 | 6                 |   |   |              |                         |                         |              |              |  |
|  | Andrea Hlaváčková | Andrea Hlaváčková       | Andrea Hlaváčková       | 2           | 5           |  |  |               | Christina McHale        | Christina McHale        | 3                 | 2                 |   |   |              |                         |                         |              |              |  |
|  | Christina McHale  | Christina McHale        | Christina McHale        | 6           | 7           |  |  |               |                         |                         |                   |                   |   |   | 3            | Anabel Medina Garrigues | Anabel Medina Garrigues | 2            | 4            |  |
|  |                   | Alison Riske            | Alison Riske            | 6           | 6           |  |  |               |                         | 6                       | Bojana Jovanovski | Bojana Jovanovski | 6 | 6 |              |                         |                         |              |              |  |
|  | WC                | Katie O'Brien           | Katie O'Brien           | 2           | 4           |  |  |               | Alison Riske            | Alison Riske            | 3                 | 3                 |   |   |              |                         |                         |              |              |  |
|  | WC                | Anna Fitzpatrick        | Anna Fitzpatrick        | 64          | 2           |  |  | 6             | Bojana Jovanovski       | Bojana Jovanovski       | 6                 | 6                 |   |   |              |                         |                         |              |              |  |
|  | 6                 | Bojana Jovanovski       | Bojana Jovanovski       | 7           | 6           |  |  |               |                         |                         |                   |                   |   |   |              |                         |                         |              |              |  |

### Sezione 4
|  | Primo turno   | Primo turno          | Primo turno          | Primo turno | Primo turno |  |  | Secondo turno | Secondo turno  | Secondo turno | Secondo turno | Secondo turno |   |   | Ultimo turno | Ultimo turno  | Ultimo turno  | Ultimo turno | Ultimo turno |  |
|  |               |                      |                      |             |             |  |  |               |                |               |               |               |   |   |              |               |               |              |              |  |
|  | 4             | Gréta Arn            | Gréta Arn            | 6           | 6           |  |  |               |                |               |               |               |   |   |              |               |               |              |              |  |
|  |               | Anastasija Rodionova | Anastasija Rodionova | 1           | 4           |  |  | 4             | Gréta Arn      | Gréta Arn     | Gréta Arn     |               |   |   |              |               |               |              |              |  |
|  | Vania King    | Vania King           | Vania King           | 2           | 4           |  |  |               | Tamira Paszek  | Tamira Paszek | Tamira Paszek | w/o           |   |   |              |               |               |              |              |  |
|  | Tamira Paszek | Tamira Paszek        | Tamira Paszek        | 6           | 6           |  |  |               |                |               |               |               |   |   |              | Tamira Paszek | Tamira Paszek | 6            | 6            |  |
|  | WC            | Emily Webley-Smith   | Emily Webley-Smith   | 2           | 4           |  |  |               |                | 7             | Sania Mirza   | Sania Mirza   | 3 | 3 |              |               |               |              |              |  |
|  |               | Anna Tatišvili       | Anna Tatišvili       | 6           | 6           |  |  |               | Anna Tatišvili | 2             | 6             | 3             |   |   |              |               |               |              |              |  |
|  |               | Renata Voráčová      | 6                    | 3           | 4           |  |  | 7             | Sania Mirza    | 6             | 3             | 6             |   |   |              |               |               |              |              |  |
|  | 7             | Sania Mirza          | 4                    | 6           | 6           |  |  |               |                |               |               |               |   |   |              |               |               |              |              |  |